# Josef Reil
Josef Reil (* 8. Oktober 1877 in Sankt Georgen am Leithagebirge; † 30. April 1933 ebenda) war ein österreichischer Landwirt und Politiker (CS). Reil war verheiratet, von 1924 bis 1933 Abgeordneter zum Burgenländischen Landtag und stand dem Landtag als Zweiter bzw. Dritter Landtagspräsident vor. 
Reil wurde als Sohn des Landwirts Josef Reil aus Sankt Georgen geboren. Er besuchte die Volksschule und war in der Folge als Landwirt in Sankt Georgen aktiv. Er engagierte sich in der Christlichsozialen Partei und war zwischen 1923 und 1931 Bürgermeister der Gemeinde Sankt Georgen. Innerparteilich hatte Reil die Funktion eines Mitglieds des Landesparteivorstandes inne und war ab 1930 Bezirksführer der Heimwehr. Reil wurde am 28. Oktober 1924 als Abgeordneter in den Burgenländischen Landtag gewählt, nachdem Anton Ratz aus diesem ausgeschieden war. Reil rückte zudem nach dem Ausscheiden von Nikolaus Freyberger als Zweiter Landtagspräsident nach und wechselte nach dem Ende der Gesetzgebungsperiode auf den Posten des Dritten Landtagspräsidenten. Reil war bis zu seinem Tod 1933 Landtagsabgeordneter und Dritter Landtagspräsident. 